# Selecció de futbol de Guinea Equatorial
La Selecció de futbol de Guinea Equatorial  és l'equip representatiu del país en les competicions oficials. La seva organització està a càrrec de la Federació Equatoguineana de Futbol, pertanyent a la CAF. Se la sol anomenar Nzalang Nacional. Nzalang és un terme fang que significa llamp.
Encara que tradicionalment hagi estat una de les seleccions amb pitjor posició en la classificació mundial de la FIFA d'Àfrica, la incorporació de jugadors espanyols d'herència equatoguineana, que van anar arribant a poc a poc, van començar a donar-li a aquesta selecció una mica de solidificació en el funcionament d'equip.
Segons el calendari de la FIFA, Guinea Equatorial ha jugat fins ara 51 partits (incloent amistosos) amb 9 victòries, 9 empats i 32 derrotes

## Història
Va aconseguir a 2006 el seu primer títol, la Copa CEMAC, que representa la Comunitat Econòmica i Monetària de l'Àfrica Central.
El setembre de 2007, per un partit vàlid per a la classificació cap a la Copa d'Àfrica de Nacions 2008 celebrada a Ghana, la selecció fa una petita gran gesta derrotant per 1 a 0 la seva veïna i poderosa Camerun (que venia invicta en el grup guanyant tot) amb un gol de Juvenal. Guinea Equatorial, segona del grup amb 10 punts (6 Partits Jugats, amb 3 ramats, 1 Empatat i 2 Derrotes), al final no va poder classificar perquè hi va haver millors segons en altres grups. Tanmateix, això no li va treure als aficionats l'alegria i després del partit gran quantitat d'ells van ser al terreny de joc a celebrar la històrica victòria.
El 2008 Guinea Equatorial, al costat de les seleccions de Nigèria, Sierra Leone i Sud-àfrica, va participar en la segona ronda de la classificació de la Copa del Món de futbol 2010, integrant el grup 4. En el seu primer partit, disputat l'1 de juny de 2008, venç com a local a Sierra Leone per 2 gols a 0 (gols marcats per Ronan i J. Epitié), però cau 4-1 (Juvenal) davant Sud-àfrica en la segona trobada. Pel tercer, rep a Nigèria i cau 1 a 0. A la tornada d'aquest, també pateix la derrota (2-0) i la seva eliminació es dona quan, en el cinquè partit, cau 2 gols a 1 (Rodolfo Bodipo de penal) amb Sierra Leone a Freetown. El seu últim compromís va ser a Malabo davant Sud-àfrica (derrota 1-0).

### Actualitat
Actualment Guinea Equatorial disputa partits amistosos per preparar bé per a la Copa d'Àfrica de Nacions de 2012. L'ha guanyat a Libèria (1-0), però ha perdut amb Costa d'Ivori (0:2), amb Cap Verd (0:5), amb Mali (0:3) i amb Estònia (0:3).

## Resultats

### Copa del Món de Futbol
| Copa del Món de Futbol | Copa del Món de Futbol | Copa del Món de Futbol | Copa del Món de Futbol | Copa del Món de Futbol | Copa del Món de Futbol |
| ---------------------- | ---------------------- | ---------------------- | ---------------------- | ---------------------- | ---------------------- |
| 1930:                  | Sense participació     | 1934:                  | Sense participació     | 1938:                  | Sense participació     |
| 1950:                  | Sense participació     | 1954:                  | Sense participació     | 1958:                  | Sense participació     |
| 1962:                  | Sense participació     | 1966:                  | Sense participació     | 1970:                  | Sense participació     |
| 1974:                  | Sense participació     | 1978:                  | Sense participació     | 1982:                  | Sense participació     |
| 1986:                  | Sense participació     | 1990:                  | Sense participació     | 1994:                  | Sense participació     |
| 1998:                  | Sense participació     | 2002:                  | No classificat         | 2006:                  | No classificat         |
| 2010:                  | No classificat         |                        |                        |                        |                        |

### Copa d'Àfrica de Nacions
Resultat general: Sense participació
| - 1957 a 1986-Sense participació - 1988-Retirat - 1990-No classificat - 1992-Sense participació - 1994-Sense participació - 1996-Retirat - 1998-Sense participació |  | - 2000-Sense participació - 2002-No classificat - 2004-No classificat - 2006-No classificat - 2008-No classificat - 2010-No classificat - 2012- Quarts de final (coorganitzador amb Gabon) - 2013-No classificat - 2015-Quarts de final - 2017-No classificat |

## Jugadors
Categoria principal: Futbolistes internacionals amb Guinea Equatorial
Es destaca d'aquesta selecció que la gran quantitat dels seus jugadors van néixer en un altre país, la majoria a Espanya, encara que altres van néixer al Brasil o altres països africans. Tots ells tenen almenys un familiar propi de Guinea Equatorial, per la qual cosa no és estrany que vulguin participar d'aquest representatiu, sumant el fet que poden tenir més possibilitats de ser convocats. A continuació, els exemples més destacables i entre parèntesis el seu país natal amb la seva familiar equatoguineà.
- Rodolfo Bodipo (Espanya, pare equatoguineà)
- Benjamín Zarandona (Espanya, mare equatoguineana)
- Javier Ángel Balboa (Espanya, pares equatoguineans)
- Yago Alonso (Costa d'Ivori, àvia materna equatoguineana)
- André Moreira Neles (Brasil, besàvia equatoguineana )
- David Álvarez Aguirre "Kily" (Espanya pare equatoguineà)

També van néixer a Espanya jugadors com els germans Juvenal i Alberto Edjogo, Iván Zarandona (germà petit de Benjamín), i els germans Juan Ramón Epitié i Rubén Dyowe entre d'altres. Els altres brasilenys (d'origen) d'aquesta selecció són l'arquer Danilo i el defensor Ronan. D'altra banda, el defensor central Lawrence Doe és d'origen liberià, el defensor Birama Diop i els migcampistes El-Adji Ibrahim Touré i Abdoulaye Ndoye van néixer al Senegal, i els porters Achille Pensy i Christian Bon, així com els defensors Manuel Sima i Valéry Tenfa i el davanter Landry Mpondo són d'origen camerunès.

## Entrenadors
L'entrenador de Guinea Equatorial és el paraguaià Carlos Diarte, la qual cosa resulta interessant pel fet que Guinea Equatorial és un país hispà molt relacionat amb Espanya però no amb Hispanoamèrica. Diarte reemplaça a l'espanyol Vicente Engonga.

A continuació, una llista dels últims entrenadors de Guinea Equatorial.
- Raúl Eduardo Rodríguez (- 2000)
- Joan Carles Bueriberi Echuaca (2000-200?)
- Jesús Martín Dorta (200? - 2003)
- Óscar Engonga (2003-2005)
- Antônio Dumas (2005-2006)
- Quique Setién (2006-2007)
- Jordan de Freitas (2007-2008)
- Vicente Engonga (2008-2009)
- Carlos Diarte (2009 -)